# Corral de Ayllón
Corral de Ayllón es un municipio y localidad española de la provincia de Segovia, en la comunidad autónoma de Castilla y León.
En esta pequeña localidad se puede encontrar el aeródromo más grande en extensión de Europa y segundo a nivel internacional, se trata del Aeródromo Privado de La Nava, dedicado exclusivamente al vuelo privado y en especial al vuelo sin motor. Cuenta con más de dos millones de metros cuadrados de extensión. Se construyó durante la guerra civil española por el bando de los sublevados que, apoyados por las fuerzas aéreas alemanas, buscaban una base alternativa para la operación de la Legión Cóndor. Está fuera de servicio desde 2013.

## Geografía

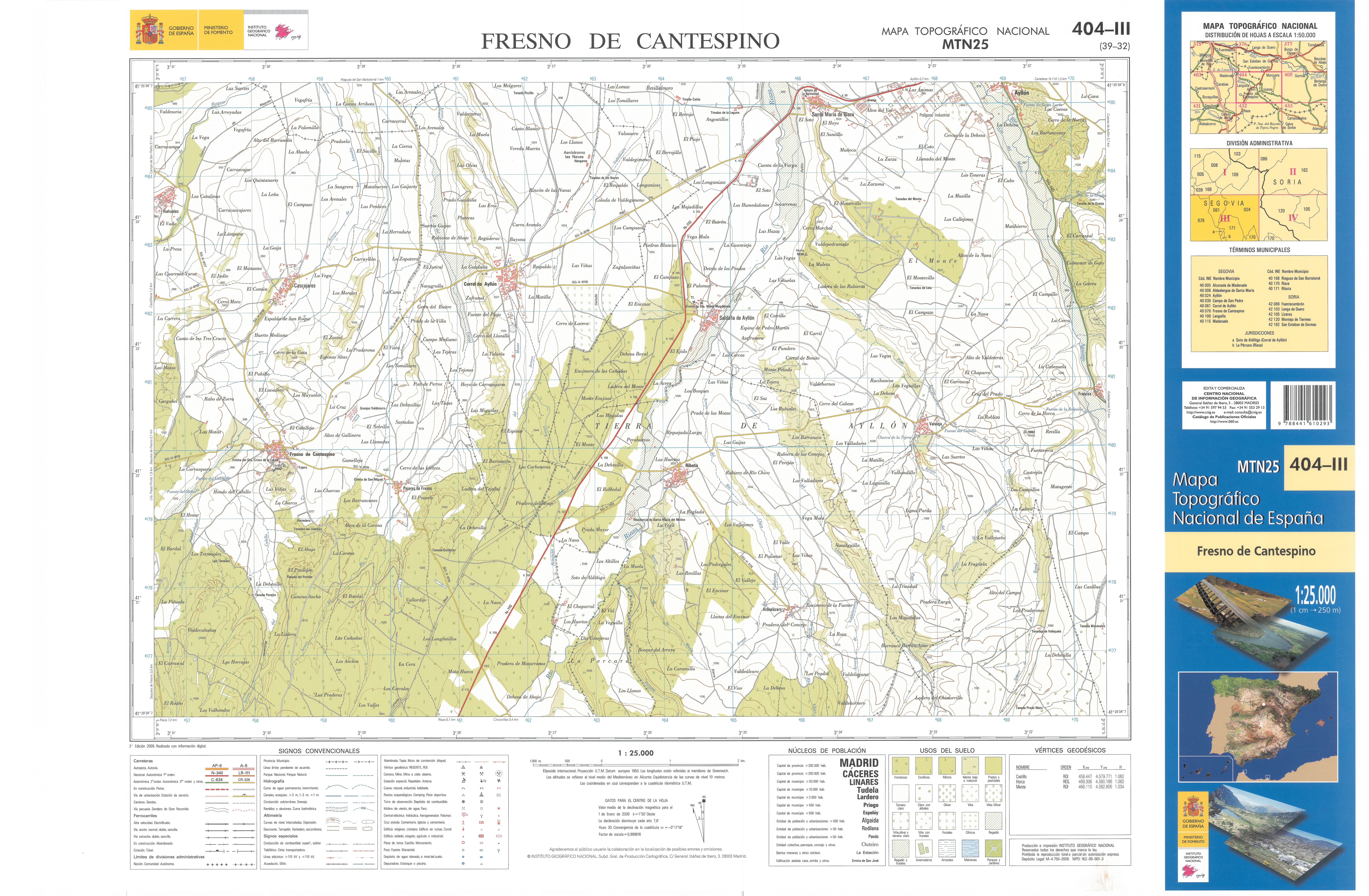
Fragmento de la hoja 403 del Mapa Topográfico Nacional de España de 2014 en el que se representa parte de Corral de Ayllón

| Noroeste: Riaguas de San Bartolomé | Norte: Languilla          | Noreste: Ayllón                                |
| Oeste: Fresno de Cantespino        |                           | Este: Ayllón                                   |
| Suroeste: Fresno de Cantespino     | Sur: Fresno de Cantespino | Sureste: Ribota, enclave de La Percara (Riaza) |

## Historia
Denominado antiguamente como el Corral, se añade de Ayllón en el siglo XIX. Corral de Ayllón formó parte de la Comunidad de Villa y Tierra de Ayllón.
En el término municipal de Corral de Ayllón está el despoblado de Aldiñigo, despoblado antes del siglo XVI.

## Geografía humana

### Demografía
Cuenta con una población de 77 habitantes (INE 2024).
| Gráfica de evolución demográfica de Corral de Ayllón entre 1842 y 2021                                                |
| |
| Población de derecho según los censos de población del INE. Población de hecho según los censos de población del INE. |

## Administración y política
| Periodo   | Nombre                                                              | Partido | Partido   |
| --------- | ------------------------------------------------------------------- | ------- | --------- |
| 1979-1983 | Miguel Arribas Gutiérrez                                            |         | UCD       |
| 1983-1987 | Miguel Arribas Gutiérrez                                            |         | AP-PDP-UL |
| 1987-1991 | Miguel Arribas Gutiérrez                                            |         | PDP       |
| 1991-1995 | Miguel Arribas Gutiérrez                                            |         | PP        |
| 1995-1999 | Miguel Arribas Gutiérrez (1995-1998) Félix Arribas Acero(1998-1999) |         | PP        |
| 1999-2003 | José Miguel Arribas Vitón                                           |         | PP        |
| 2003-2007 | José Miguel Arribas Vitón                                           |         | PP        |
| 2007-2011 | José Miguel Arribas Vitón                                           |         | PP        |
| 2011-2015 | José Miguel Arribas Vitón                                           |         | PP        |
| 2015-2019 | José Miguel Arribas Vitón                                           |         | PP        |
| 2019-2023 | José Miguel Arribas Vitón                                           |         | PP        |
| 2023-act. | José Miguel Arribas Vitón                                           |         | PP        |

Elecciones a la Diputación Provincial
El municipio pertenece al distrito electoral del partido judicial de Riaza en la Diputación Provincial de Segovia.